# Гёрлиц, Эмиль
Эмиль Антон Гёрлиц (пол. Emil Anton Görlitz; 13 июня 1903, Катовице, Германская империя — 31 мая 1987, Альтенбург, Лейпциг) — польский футболист немецкого происхождения, вратарь, нападающий.

## Биография
Родился в многодетной семье 13 июня 1903 в Катовице. Футбольную карьеру начал в местной команде «Пройссен 05» («Пруссия 05»). В 1922 году Катовице было присоединено к Польше, а клуб сменил название на ФК «Каттовиц». За основной состав начал выступать с 1923 года.
За сборную Польши дебютировал 18 мая 1924 года в матче со Швецией (Польша проиграла 1:5). В общей сложности, за сборную провёл 8 матчей. На Олимпийских играх 1924 года был вторым вратарём сборной, поляки на турнире сыграли всего одну игру.
В этом же году переходит в «Погонь», где провёл большую часть карьеры. В составе львовской команды завоёвывает титул чемпиона Польши. За пять матчей пропустил в собственные ворота всего три гола. После ссоры с тренером клуба, уехал в итальянский город Триест, обосновался в клубе «Эдера». После короткого пребывания в Италии, вернулся в родной клуб, с которым выиграл чемпионат Польши 1927 года, успешно играя на разных позициях. В 1937 году закончил карьеру.
После оккупации Польши Германией, в сентябре 1939 взял на себя руководство автопарком и получил металлургический завод.  В феврале 1945 года попал в советский плен, три месяца находился в лагере. С 1947 по 1949 год работал в обществе Германо-советской дружбы. С 1962 года неоднократно посещал город Катовице.

## Достижения
- Чемпион Польши (1): 1925
- Вице-чемпион Польши (1): 1927